# 낸시 크리거
낸시 크리거(Nancy Krieger)는 미국의 역학자이다.

## 생애
하버드 대학교에서 생화학을 공부한 후 1985년 워싱턴 대학교에서 보건학 석사 학위를, 1989년 UC 버클리에서 박사 학위를 취득하였다.
1995년 하버드 대학교 T. H. 챈 보건대학원 교수로 임용되었다.

## 연구 분야
낸시 크리거는 사회역학 분야의 대표적인 학자로서, 사회 속에서 건강이 어떠한 방식으로 영향받는지에 관해 연구한다.

## 주요 저서
- Krieger N. 낸시 크리거의 역학 이론과 맥락 (신영전 외 역). 한울아카데미. 2018. ISBN 978-89-460-7106-3. (원제: Epidemiology and The People's Health: Theory and Context. NY: Oxford University Press, 2013. ISBN 978-0-19-934842-8.)
- Krieger N, ed. Embodying Inequality: Epidemiologic Perspectives. Amityville, NY: Baywood Publications, Inc., 2004. ISBN 978-0-415-78385-9.
- Krieger N and Margo G, eds. AIDS: The Politics of Survival. Amityville. NY: Baywood Publications, Inc., 1994. ISBN 978-0-89503-122-8.
- Fee E, and Krieger N, eds. Women's Health, Politics, and Power: Essays on Sex/Gender,Medicine, and Public Health. Amityville, NY: Baywood Publications, Inc., 1994. ISBN 978-0-89503-120-4.

## 같이 보기
- 건강 형평성
- 공중 보건